# Lineage II
Lineage II – gra komputerowa z gatunku Massively multiplayer online role-playing game (MMORPG), wyprodukowana i wydana przez Koreańską firmę NCsoft w 2003. Jest ona kontynuacją gry Lineage. 23 kwietnia 2013 gra została wydana w polskiej wersji językowej.

## Fabuła
Akcja gry toczy się 150 lat przed wydarzeniami z Lineage. Świat drugiej części gry jest podzielony wojnami ogarniającymi dwa kontynenty, gdzie zaufanie i zdrada zderzają się ze sobą nieustannie. W świecie Lineage 2 trzy królestwa walczą o władzę. Młodemu królowi Raoulowi udało się ugasić żar wojny domowej i powołać nowe królestwo, Aden. Królestwo Elmore, militarne supermocarstwo które jest zlokalizowane w północnej części kontynentu, szczyci się, iż jest spadkobiercą starożytnego królestwa Elmoreden. Kontynent Gracia, zlokalizowany za oceanem na zachodzie, jest uwikłany w chaotycznej walce krewnych którzy próbują przejąć jej tron. Królestwa te łączy delikatna równowaga sił, jednakże każde z nich jest niestabilne politycznie, ponieważ każdy dwór żąda niezależności.

## Rozgrywka

### Postać
Pierwszym krokiem, który należy podjąć jest stworzenie postaci. Kreator postaci pozwala na wybór rasy, klasy podstawowej, płci, wyglądu twarzy, fryzury i koloru włosów.

#### Rasy
Gracz rozpoczyna grę jako nowy mieszkaniec wybranej wcześniej przez siebie rasy (Ludzie, Elfy, Mroczne Elfy, Krasnoludy, Orkowie, Kamael oraz Ertheia) i zaczyna rozgrywkę w mieście Talking Island Village umiejscowionym na wyspie Talking Island (oprócz Ertheia). Każda z ras posiada odmienne statystyki początkowe oraz umiejętności.

#### Klasy
Po wybraniu którą rasą chce grać, wybiera klasę postaci, którą jest mag lub wojownik.
i w miarę rozwoju postaci decyduje się na specjalizację, która będzie mu towarzyszyć przez większość gry. Gracz wykonując zlecone mu zadania, a także walcząc z napotkanymi potworami, zwiększa swoje doświadczenie. W grze istnieją dwie główne klasy oraz kilkanaście wyspecjalizowanych.

#### Subklasy
Lineage 2 oferuje rozbudowany system subklas – gracz może wybrać profesję dostępną dla innej rasy lub klasy. Aby móc wybrać subklasę, gracz powinien ukończyć stosowne zadania oraz posiadać minimum 85 poziom. Po wybraniu subklasy, automatycznie otrzymuje on poziom 40, umiejętności dostępne na tym poziomie i rozpoczyna rozgrywkę "od nowa".

#### Umiejętności
Każda z ras oraz każda z klas posiada ponad 50 różnych umiejętności dostępnych na odpowiednich poziomach postaci.
Umiejętności dzielone są na dwie główne grupy, tak jak w wielu grach typu MMORPG: aktywne oraz pasywne. Te z kolei dzielone są na wiele podgrup w zależności od przeznaczenia czy wybranej profesji.
Tak samo jak sprzęt, umiejętności można wzmacniać (enchanting) poprzez dostępne w grze przedmioty.

#### Personalizacja postaci
W grze Lineage 2 istnieje niewielki wybór spośród dostępnych modeli twarzy czy włosów. Atrakcyjność oraz indywidualność postaci można podkreślać przy pomocy dostępnych w grze dodatków, takich jak kapelusze, maski czy przywołańce.

### Walka
Gra pozwala również na zwiększenie efektywności posiadanej broni oraz pancerza poprzez różne dodatki, takie jak: zwoje duszy i zwoje ducha (spiritshot, soulshot), zaczarowane zwoje broni oraz pancerza (ang. scroll: enchant weapon, armor), specjalne umiejętności (special abilities), augmentacja (augmentation), atrybuty żywiołów (elemental attributes), talizmany czy barwniki i symbole (dye, symbols).

#### WalkiPvP
Jednym z elementów rozgrywki w Lineage 2 są także walki pomiędzy samymi graczami; istnieje wiele możliwości walk PvP, między innymi walka w pojedynku (Duel), drużynowa jak i walki całych klanów. Elementem wyróżniającym Lineage 2 są Siege, na których klany walczą o kontrolę nad zamkami i fortecami.

#### Karma
Gra posiada system karmy: gdy nasza postać wykona jakiekolwiek negatywne działanie względem innego gracza (uderzy go, rzuci klątwę), bądź pozytywne względem jakiegokolwiek potwora z którym walczy gracz (rzuci aury, uleczy), lub na postać ze statusem PK (Player Killer) – "flaguje się" (naznaczenie trybem PvP – nick postaci zmienia kolor na różowy). Jeśli ktokolwiek zabije fioletowego gracza nie otrzymuje żadnej kary poza "flagą" (wynikającą z faktu, że uderzył innego gracza), natomiast po zabiciu gracza "nieoflagowanego" otrzymuje się karmę proporcjonalną do ilości punktów PK (czyli ilości wcześniej zabitych graczy) oraz jeden punkt PK (player kill). Karma zmniejsza się poprzez zdobywanie doświadczenia, np. zabijanie potworów (sposób wolny), lub poprzez własną śmierć (sposób szybszy, jednak wymaga posiadania doświadczenia do stracenia). Jednak gdy posiadamy karmę i punkty PK są większe od 5, gracz może 'zgubić' przedmioty ze swojego inwentarza. Punkty PK mogą być zredukowane tylko poprzez wykonanie specjalnego zadania lub specjalne zwoje (dostępne za prawdziwe pieniądze i jako nagrody za uczestnictwo w wydarzeniach).

### Zadania
Zadania (ang. quest) w świecie Lineage 2 dzielą się na zwykłe (Single), powtarzające się (Repeat), zależne od ewolucji postaci (Epic), potrzebne przy zmianie klasy (Transfer) oraz specjalne (Special). Każde zadanie może zostać w dowolnej chwili porzucone – automatycznie zostaną usunięte wszystkie zdobyte podczas jego wykonywania przedmioty. Choć większość z zadań wykonywać można pojedynczo lub w drużynie, istnieją zadania możliwe do wykonania tylko w pojedynkę.

### Gra grupowa
Tak jak w wielu grach tego typu, gracze mogą łączyć się w grupę (party) aby uprzyjemnić rozgrywkę, bądź też pomóc sobie w walce, dzielić zebrane przedmioty.
Bardziej zaawansowaną i trwałą formą zorganizowania graczy jest klan. Klan może składać się co najmniej z 10 graczy a wraz z jego rozwojem, osiąganiem kolejnych dostępnych poziomów może on liczyć nawet do 220 graczy. Gracze zrzeszeni w tej formacji mogą posiadać salę klanową (clan hall), fortecę oraz zamek i uczestniczyć w sojuszu z innym klanem (alliance). Posiadanie fortyfikacji wiąże się z przywilejami jak i obowiązkami – klan ustanawia oraz uzyskuje podatek z transakcji uzyskanych na terenie przynależącym do danej fortyfikacji i jednocześnie musi dbać o utrzymanie swojej pozycji poprzez uczestnictwo w obronie (siege) fortecy lub zamku.

#### Raid i Epic Boss
Raid Boss to wyprawa w celu pokonania silniejszego niż zwykle spotykane potwory a także ich potoczna nazwa. Potwory te znajdują się w wielu miejscach na mapie; każdy z nich pojawia się w ściśle określonych odstępach czasu. Zwycięstwo nad nimi obfituje przede wszystkim w zyski w postaci wysokiej klasy sprzętu, materiałów oraz doświadczenia. Istnieją również potwory nazywane epickimi (Epic Boss), które są znacznie silniejsze od Raid Bossów a do ich pokonania potrzebna jest praca kilku grup.
Poprzez uczestnictwo w kontrolowanych starciach: na arenie w pobliżu miast lub na stadionach (walka swobodna lub zmagania w systemie Olimpiady) oraz pojedynkach pomiędzy graczami (za wzajemną zgodą).
Poprzez zaatakowanie gracza w otwartym terenie.
Przede wszystkim zaś poprzez uczestnictwo w oblężeniach fortyfikacji.

#### Olimpiada
Olimpiada (Olympiad) w świecie Lineage 2 to zawody pojedynków pomiędzy dwoma graczami, w których wyłaniany jest Bohater (Hero). Zawody trwają miesiąc; pod koniec każdego okresu szlachcic (Noblesse), który uzyskał największą liczbę punktów w potyczkach uzyskuje tytuł bohatera. Aby móc skorzystać z systemu olimpiady, gracz musi posiadać status szlachcica i przejść czwarty wybór profesji (Przebudzenie).

### Świat i pozostałe możliwości

#### Transport
Świat gry obejmuje dwa duże kontynenty: Aden i Gracia. Świat jest ciągły – do każdego miejsca na mapie można się dostać bez potrzeby „ładowania” lokacji. Do wyboru mamy parę możliwości przemieszczania się po świecie. Można podróżować pieszo a także przy pomocy zwierząt (m.in. wilk, smok, tygrys, koń), drogą wodną (statki kursują między większymi miastami oraz startową lokacją ludzi) oraz w najnowszych częściach gry, drogą powietrzną (statki kursujące pomiędzy kontynentem Aden a Gracia, poruszanie się przy pomocy umiejętności transformacji w ptaka w zewnętrznych lokacjach, na kontynencie Gracia). Jednak najbardziej rozpowszechnionym sposobem przemieszczania się jest teleportacja. W każdym mieście czy wiosce znajduje się specjalny NPC – odźwierny (gatekeeper) umożliwiający teleportację do innych wybranych przez gracza miast, bądź okolicznych miejsc. Dodatkowo na mapie znajdują się strefy, do których dostać się można tylko po rozpoczęciu/wykonaniu specjalnego zadania (quest).
Można się przenieść u teleportera do innego miasta czy kontynetnu.

#### Handel
Waluta, która jest używana w grze to Adena.
Gracz może wystawić kramik w dowolnym miejscu (przeważnie są to miasta mające połączenia z wieloma lokacjami) w dwóch trybach: kupna oraz sprzedaży. Ceny wystawionych przedmiotów ustala wyłącznie gracz. Innym sposobem na zarobek jest prywatna wytwórnia (private crafting). Możliwe jest także wysłanie przedmiotu na aukcję, jednak wtedy trzeba się liczyć z prowizją.

#### Rolnictwo
Rolnictwo (Manor System) to element rozgrywki, będący jednym ze sposobów na zdobycie materiałów potrzebnych do wytworzenia przedmiotów.
U NPC w mieście można zakupić nasiona, które można zasiać w wybranym potworze. Po jego zabiciu, plony można zebrać przy użyciu wcześniej zakupionej kosy, i wymienić w mieście na materiały. Rodzaje nasion dostępne do zakupu i nagrody otrzymywane za zwrot plonów wahają się w zależności od miasta. Kontrolę nad systemem sprawuje właściciel danego zamku (sprzedawanie nasion, ustalanie cen).

#### Wytwarzanie przedmiotów
Wytwarzanie przedmiotów w grze ogranicza się do tworzenia materiałów, broni, pancerzy czy biżuterii. Materiały oraz przepisy na wytworzenie danych przedmiotów uzyskuje się poprzez zabijanie potworów i przeszukiwanie ich zwłok (przy użyciu umiejętności spoil, posiadanej przez jedną z klas Krasnoludów). Niektóre z przedmiotów mogą zostać stworzone jedynie przez rasę Krasnoludów, która jest wyspecjalizowana w tej dziedzinie.

## Rozwój gry
Pierwszy podstawowy koncept gry pojawił się w roku 2000 za sprawą Hyeong-Jin Kima, szefa ekipy produkcyjnej Lineage II, zaś pracę nad samą grą rozpoczęły się jeszcze w tym samym roku na przełomie października i listopada.
Kim oraz James Bae wyjaśnili, iż powody stojące za tworzeniem prequela gry Lineage zamiast sequela to: „Lineage wciąż będzie aktualizowany”, „pracując nad przeszłością gry, nie ryzykujemy konfliktu z aktualizacjami, które zostaną wydane dla Lineage w przyszłości”.
Główny grafik gry, Raoul Kim powiedział, iż powodem, dla którego Lineage II będzie wykorzystywać grafikę 3D, jest popularność gier stworzonych w ten sposób oraz możliwości, jakie daje technika trójwymiarowa. Twórcy postanowili wykorzystać silnik Unreal Engine 2, z powodu możliwości jakie on oferuje (renderowanie krajobrazu oraz wszechstronna edycja).

### Aktualizacje i usprawnienia
Od czasu wydania gry w 2003 roku zostało wydanych wiele aktualizacji gry, z których każda przynosiła znaczące zmiany w świecie, rozgrywce czy mechanice gry. Same wymagania gry od czasu wydania gry wzrosły. Aktualizacje są w miarę cyklicznie wydawane przez firmę NCSoft; kraje azjatyckie otrzymują je szybciej, co jest wynikiem pochodzenia firmy NCSoft. Gra doczekała się czterech sag: The Chaotic Chronicles, The Chaotic Throne, Goddess of Destruction oraz Epic Tale of Aden.

#### Lineage II: Goddess of Destruction
Podczas targów gier Gstar 2010 w południowokoreańskim mieście Busan, 18 listopada twórcy z NCSoft zapowiedzieli iż trwają prace nad najobszerniejszą aktualizacją gry, od czasu jej wydania. Gra zostanie zaprezentowana pod tytułem: Lineage II: Goddess of Destruction a zmiany jakie zostaną wprowadzone to między innymi:
- 34 nowe obszary łowieckie
- ponad 60 nowych potworów typu Raid Boss
- ponad 400 nowego typu części pancerza oraz broni
- rozszerzenie interakcji pomiędzy graczami
- nowy sposób przemieszczania się pomiędzy lokacjami
- System Przebudzenia (Awakening System), otwierający nową drogę rozwoju postaci dla każdej z ras
- gruntowna przebudowa systemu rozgrywki – zmianom ulegnie sposób walki oraz działanie umiejętności
- przejście gry na model F2P (free to play) bezpłatna rozgrywka na officjalnych serwerach NCsoft, Innova
- zmiany w silniku gry – aktualizacja i optymalizacja grafiki, efektów oświetlenia, cieniowania, przebudowa interfejsu
- nowy rozdział fabuły zamykający wydarzenia Chaotic Throne

#### Nowy serwer europejski
W dniu 11 października 2011 roku, w Seattle firma NCSoft wydała oświadczenie dotyczące nawiązania współpracy z rosyjskim wydawnictwem Innova oraz nowym modelem biznesowym dla europejskiego rynku gry. Wydawnictwo dotychczas zarządzające oficjalnym rosyjskim serwerem gry, stworzyło i zarządza europejskim serwerem typu F2P (Free-to-play), zaś dotychczasowy serwer europejski – Naia, został przeniesiony i dołączony do grupy serwerów północnoamerykańskich. Gra ma również pojawić się w kilku nowych wersjach językowych (obok angielskiej, także w niemieckiej, francuskiej, polskiej oraz tureckiej).

## Kontynuacja
W listopadzie 2011 studio NCsoft zapowiedziało wydanie kolejnej części gry – Lineage Eternal.